# 福井巴也
福井 巴也（ふくい ともや、1998年1月23日- ）は、日本の俳優。

## 来歴
日本テレビにて2018年に放送されていた「キミモテロッジ～家づくりで声優オーディション!?〜」にて声優デビュー予定として選抜されたユニットハイスクールチルドレンにて活動、また、エンターテイメント集団VOYZ BOYに所属、両グループでリーダーを務めていた。
2021年9月13日より事務所の後輩である伊月大和とTiktokでの活動をはじめ、2023年1月16日にはTikTokフォロワー数350万人を突破している。
2023年5月10日、契約終了により株式会社VOYZ ENTERTAINMENTを退所した。翌日より新グループUNiFYを立ち上げ、リーダーとして活動中。
2023年のフィリピンエキスポで行われた日比友好親善セレモニーでは、日本人代表として国家独唱を務めた。
2023年8月1日、株式会社arc Uを立ち上げたことを報告した。

## 人物
特技はサッカー(ライトサイドウィング)、カイジの表紙モノマネ。趣味はお笑い、読書。
好物は焼き鳥、ミルクティー。
ハイスクールチルドレン結成当初はメンバーと同じ寮に住んでいたが、2021年7月7日配信企画のため退寮を発表。その後はUNiFYの一部のメンバーと同居生活をしていた。

## 出演

### 舞台
- ミュージカル『刀剣乱舞』  - 桑名江 役
  - 歌合 乱舞狂乱 2019　(2019年11月24日 - 2020年1月23日 ※長野、宮城、北海道、福岡、広島、埼玉、東京大千秋楽のみ)
  - 五周年記念 壽 乱舞音曲祭　(2021年1月9日 - 2021年1月23日)
  - 東京心覚（2021年3月7日 - 2021年5月23日）
  - 真剣乱舞祭 2022（2022年5月8日 - 2022年6月26日）
  - 江 おん すていじ（2022年12月11日 - 2023年1月22日）[3]
  - ㊇ 乱舞野外祭（すえひろがり らんぶやがいまつり）（2023年9月17日 - 24日、富士急ハイランド・コニファーフォレスト）[4]
  - 江 おん すていじ ぜっぷつあー（2023年12月20日 - 2024年1月18日）[5]
  - 江 おん すていじ ぜっぷつあー りぶうと（2025年5月3日 - 29日）[6][7]
  - 目出度歌誉花舞 十周年祝賀祭（2025年7月29日・30日）[8]
- ガチャリコフェスティバル（2020年4月24日～5月10日 ※公演中止)
- リモート配信劇場「うち劇」『フランダースの負け犬』（2020年11月28日、ネット配信） - ヒュンケル 役
- SHAKES2024〜それは夢、だが人生という永劫の物語（2024年5月15日 - 6月9日、俳優座劇場 他）[9]
- ミュージカル『贄姫と獣の王〜the KING of BEASTS〜』（2025年3月14日 - 30日、天王洲 銀河劇場 他） - アヌビス 役[10][11]
- コブクロ JUKE BOX reading musical”FAMILY”（2025年8月6日、紀伊國屋サザンシアターTAKASHIMAYA）[12]

### ドラマ
- HiGH&LOW THE WORST EPISODE.O (2019年7月17日 ) - 阿部 役
- DASADA　(2020年1月15日)

### 映画
- リブートメン -眠らぬ街のコンカフェ探偵-　(2025年)

### 声優
- トライナイツ　- 駿河暁臣 役
- アンプリ〜Android prince 〜　- 橙真 役

### バラエティ・情報番組
- バゲット (毎週月曜日〜木曜 日本テレビ 不定期出演 レギュラー)
- 東京暇人（2019年10月11日、2019年10月18日、日本テレビ）
- 全力アピール〜アダムシアター〜（2023年10月16日～10月19日、TBS）

### ラジオ
- VOYZ TALK メインMC
- 刀剣乱舞2.5ラジオ (2021年2月7日、14日)
- UNiFYのユニラジ（不定期出演）
- 劇団エフエム30DELUX（2024年4月14日）
- 浜松エフエム（2024年8月13日）
- カムカムFM福岡（2024年9月7日）
- SATURDAY SONIC STYLE（2024年9月14日）
- HERO GATE（2025年2月25日）

### ライブ・イベント
- 『Welcome to キミモテロッジ』”ハイスクール チルドレン” ファンミーティング  (2018年12月18日、key studio)
- 超汐留パラダイス -2018WINTER- (2018年12月22日、汐留日本テレビ特設ステージ)
- 「ハイスクールチルドレン」ステージ AnimeJapan 2019 (2019年3月23日、東京ビッグサイト 日テレブース)
- ハイスクールチルドレン ファンミーティング Vol.2 (2019年5月10日、渋谷シダックスカルチャーホール)
- 超☆汐留パラダイス−2019 SUMMER− (2019年7月26日、特設ステージ )
- よみうりランド×ハイスクールチルドレン SUMMER SPECIAL (2019年8月6日 - 9月16日、よみうりランド内 プールWAI ステージ/よみうりランド内 太陽の広場ステージ)
- VOYZ BOY 1st Anniversary Live (2019年10月18日、Zepp DiverCity)
- ハイスクールチルドレン オンラインファンミーティング (2020年7月17日、配信のみ)
- VOYZ BOY LIVE 2020 revenge『ARRIVAL OF VOYZ BOY』 (2020年8月23日、渋谷公会堂 配信のみ)
- 佐藤信長1st Fanmeeting - ゲスト（2021年6月5日、Hall Mixa）
- 笹森裕貴バースデーオンラインイベント2021 - 1部ゲスト（2021年6月19日、配信のみ）
- 小西成弥ファンミーティング No.3 東京 - 2部ゲスト（2021年7月18日、シークレット登壇）
- 小西成弥Birthday Event!! 2021 大阪 - ゲスト（2021年9月4日、世界館）
- VOYZ BOY LIVE 2021 -Spark- (2021年9月20日、舞浜アンフィシアター )
- 伊万里有ファンミーティング2021 9月25日公演2部ゲスト（2021年9月25日、神田明神ホール）
- モテディアン・ナイト（2021年10月31日、星陵会館）
- ハイスクールチルドレン 生配信企画　3年間応援ありがとうお見送り会 (2021年11月30日、恵比寿ビジネスタワー 特設会場)
- Android Prince 無観客オンラインライブ（2021年12月11日、配信のみ）
- VOYZ BOY ファンミーティング2021 (2021年12月19日、恵比寿ビジネスタワー 特設会場)
- VOYZ BOY 年末フリーライブ (2021年12月28日、クラブチッタ川崎)
- VOYZ BOY 新年大カラオケ大会 DAY2（2022年1月21日、神田明神ホール）
- オダイバ!!超次元音楽祭 -ヨコハマからハッピーバレンタインフェス2022-（2022年2月13日、ぴあアリーナMM）
- VOYZ BOY LIVE 2022 ~Stories~ (2022年2月20日、Zepp Haneda)
- Android Prince 有観客ライブ（2022年3月5日、神田明神ホール）
- VOYZ BOY colorful tour in OSAKA (2022年4月3日、梅田クラブクアトロ)
- 糸川耀士郎「29th Birthday Event "Legendary"」 - 1部ゲスト（2022年7月2日、大手町三井ホール）
- VOYZ BOY LIVE 2022 -colorful-  (2022年7月10日、立川ステージガーデン)
- 笹森裕貴バースデーイベント2022〜ひろき、爆誕25周年〜 - 2部ゲスト（2022年7月17日、東別院会館・東別院ホール）
- VOYZ BOY LIVE 2022 -colorful- アフタートークEVENT (2022年7月23日)
- cookpad Live『#ボイボイトレンドメシ』（2022年7月31日、cookpadLive cafe表参道）
- EXIA Presents KANSAI COLLECTION AUTUMN & WINTER（2022年8月4日、京セラドーム）
- 佐藤信長2nd Fanmeeting - 3部ゲスト（2022年9月3日、R'sアートコート）
- Android Prince 2nd Live Flowering ~spreading root's~（2022年9月4日、渋谷WWWX）
- 小西成弥Birthday Event!! 2022 大阪 - 2部ゲスト（2022年9月11日、A&Hホール）
- FASHION LEADERS 2022（2022年9月24日、なんばHatch）
- VOYZ BOY AWARD 2022 in OSASA (2022年12月28日、梅田クラブクアトロ)
- 第6回ももいろ歌合戦（2022年12月31日、日本武道館）
- VOYZ BOY 新年大カラオケ大会 2023（2023年1月10日、SHIBUYA PLEASURE PLEASURE）
- VOYZ BOY LIVE 2023 in SHINAGAWA vol.0 （2023年2月3日、品川インターシティホール）
- オダイバ!!超次元音楽祭 -ヨコハマからハッピーバレンタインフェス2023-（2023年2月11日、ぴあアリーナMM）
- VOYZ BOY LIVE 2023 （2023年3月18日、神奈川県民ホール）
- 石橋弘毅＆福井巴也スペシャルイベント （2023年4月28日、アリオ橋本/2023年5月15日、アリオ川口）[13]
- ニコニコ超会議2023-ドリーム声優オーディション2023トークゲスト （2023年4月29日、幕張メッセ国際展示場）
- UNiFY　新グループお披露目会 (2023年6月3日、アリオ橋本)
- 笹森裕貴バースデーイベント2023-笹森からの挑戦状 - 1部ゲスト（2023年6月4日、東別院会館・東別院ホール）
- フィリピンエキスポ2023 in 東京 (2023年6月10日-6月11日、東京都立上野恩賜公園噴水前広場)
- とちぎ韓流フェスティバル2023 (2023年6月24日、栃木県総合文化センター)
- UNiFYファンミーティングVol.1 (2023年7月8日、浜離宮朝日小ホール)
- UNiFY特別ミニライブ＆特典会inアリオ橋本 (2023年7月22日、アリオ橋本)
- V fes〜EP2〜 (2023年7月29日、KANDA SQUARE HALL)
- UNiFYファンミーティングVol.2 (2023年8月1日、浜離宮朝日小ホール)
- 関西コレクション EXIA Presents KANSAI COLLECTION 2023 AUTUMN & WINTER（2023年8月6日、京セラドーム）- 公式アンバサダー
- 石橋弘毅 Birthday Event 2023 - MC (2023年9月30日、文京シビックホール 小ホール)
- 富園力也 Birthday Event 2023 - MC (2023年10月1日、ベルサール虎ノ門)
- 第14回 九州観光・物産フェア in代々木2023 (2023年10月7日、代々木公園イベント広場)
- MAMA'S NIGHT 〜とりま、時代になるのがゥチらっしょ⤴︎⤴︎～ - 1部ゲスト (2023年10月8日、TIAT SKY HALL)
- UNiFYファンミーティングVol.3 (2023年10月9日、横浜市旭公会堂)
- ユニハロ！ in アリオ川口 (2023年10月31日、アリオ川口)
- 佐藤信長 FAN NEETING vol.3　宮崎ゲスト（2023年11月4日、宮交シティ・紫陽花ホール）
- UNiFYファンミーティングVol.4 (2023年11月13日、北沢タウンホール)
- Rayshy Birthday LIVE " color "　スペシャルゲスト（2023年11月17日、恵比寿CreAto）
- GAKUSEI RUNWAY 2023（2023年12月10日、なんばHatch）

### WEB
- 「刀剣乱舞-ONLINE-」五周年記念「刀剣乱舞大演練」～控えの間～（2020年8月11日配信）
- カラオケしようよ♪LAST SUMMER SPECIAL！(2020年8月28日配信）
- 彼氏とデートなう(2021年11月24日配信 テレビ大阪)
- HADOイケメンウォーズ アクターズCUP（2021年12月7日配信）

## 作品

### 書籍
- 福井巴也1st写真集「巴也」（2023年1月23日発売、幻冬舎）ISBN 978-4-344-85179-5

## ディスコグラフィ
| 発売日         | 商品名              | 歌                         | 楽曲 | 備考                                                   |  |
| 2019年         | 2019年              | 2019年                     | 2019年 | 2019年                                                 |  |
| -------------- | ------------------- | -------------------------- | --- | ------------------------------------------------------ |  |
| 2019年10月30日 | 愛の鎖              | ハイスクールチルドレン     | 「愛の鎖」 「ハイスクールプリンセス」 | アニメ『君だけにモテたいんだ』サウンドトラックシングル |  |
| 2020年         |                     |                            | |                                                        |  |
| 2020年4月29日  | ARRIVAL OF VOYZ BOY | VOYZBOY                    | 「ARRIVAL/overture」 「僕等の世界」 「夏の花束」 「NEVER GIVE UP」 「僕等のアンチテーゼ/interlude」 「YES or NO」 「あの日見た空」 「PRETTY SPIDER」 「Starting Over」 |                                                        |  |
| 2021年         |                     |                            | |                                                        |  |
| 2021年3月3日   | GALAXY/ Re-write    | VOYZBOY                    | 「GALAXY」 「Re-write」 「beautiful star」 「手をつなごう」 |                                                        |  |
| 2021年7月28日  | 壽歌                | 刀剣男士 大編成 壽2021     | 「壽歌」 「『刀剣乱舞』～壽 乱舞音曲祭～」 「まほろばに」 | ミュージカル刀剣乱舞～壽 乱舞音曲祭～ -桑名江役        |  |
| 2021年11月24日 | Spark               | VOYZBOY                    | 「Spark」 「Daydream」 「Think of you」 |                                                        |  |
| 2021年12月1日  | 問わず語り / 焔     | 刀剣男士 formation of 心覚 | 「問わず語り」 「焔」 「ETERNAL FLAME」※ver.B収録 「I want to be here」※ver.D収録                                                                                      | ミュージカル刀剣乱舞～東京心覚～ -桑名江役             |  |